# アルファ海嶺

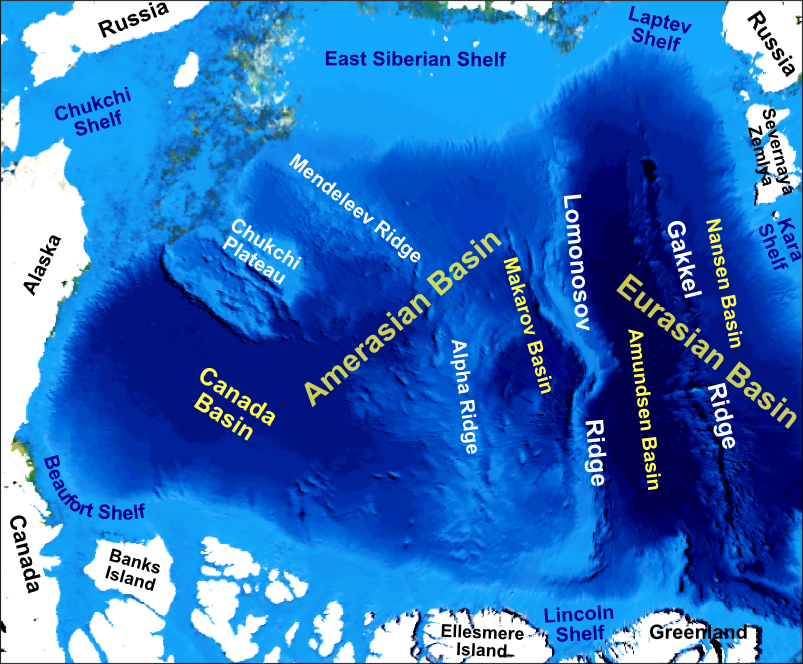
北極海アメラジアン海盆周辺の海底地図

アルファ海嶺（アルファかいれい、英語: Alpha Ridge）は、北極海にある大規模な火山性の海嶺。カナダ海盆とマカロフ海盆の間に位置する。アメラジアン海盆形成時に活動した。この海嶺は1963年に発見された。高さはおよそ2700mで、幅は200から450kmにわたる。アルファ海嶺とロモノソフ海嶺、ガッケル海嶺は北極海の海底を分割する主要な3つの海嶺であり、おおむね並行に伸びている。
座標: 北緯84度 西経97度 / 北緯84度 西経97度